# Linia kolejowa nr 200
Linia kolejowa nr 200 – pierwszorzędna, zelektryfikowana, w większości dwutorowa linia kolejowa łącząca stację Gliwice ze stacją techniczną KWK Sośnica.